# Chris Al
Christiaan Hendrikus Jacobus (Chris) Al, (Amsterdam, 17 juli 1885 - Soest, 18 maart 1954) was een Nederlandse schilder, aquarellist, tekenaar en graficus. Tevens maakte hij hout- en linoleumsneden.
Chris Al was een autodidact. Na te hebben gewerkt in Amsterdam, Rotterdam en Den Haag, vestigde hij zich in 1918 in het Gooi. Vanaf 1926 zou hij tot zijn dood in Soest blijven wonen.